# Menachem Racon
Menachem Racon (hebrejsky: מנחם רצון, žil 5. srpna 1919 – 12. listopadu 1987) byl sionistický aktivista, izraelský politik a poslanec Knesetu za stranu Mapam.

## Biografie
Narodil se v Petach Tikva. Studoval odbor turistického průvodce na kibucovém semináři. Pracoval jako průvodce a zemědělský pracovník. Roku 1946 byl zatčen mandátními úřady.

## Politická dráha
Angažoval se v straně ha-Liga ha-socialistit (Socialistická liga). Byl členem akčního výboru odborové centrály Histadrut a zaměstnanecké rady v Petach Tikva. V izraelském parlamentu zasedl po volbách v roce 1949, kdy kandidoval za Mapam. Mandát ale získal až v dubnu 1951, jako náhradník, poté co rezignoval dosavadní poslanec Dov Bar Nir.